# الکترونیک آرتس
الکترونیک آرتس یا به‌طور مختصر ئی‌اِی (به انگلیسی: Electronic Arts) یک شرکت آمریکایی است که از بزرگ‌ترین شرکت‌های نشر و توسعه بازی‌های رایانه‌ای به‌شمار می‌آید. تریپ هاوکینگز این شرکت را در سال ۱۹۸۲ تأسیس کرد و هدف اولیهٔ او توسعه انواعی از بازی‌های رایانه‌ای بود که در خانه می‌توان با آن‌ها بازی کرد. ئی‌اِی در اواخر دههٔ ۸۰ به بهبود و توسعهٔ حوزهٔ کاری خود در زمینهٔ بازی‌های رایانه‌ای پرداخت و با جذب چندین چهرهٔ مبتکر، موفق به رشد و توسعهٔ بسیار در این زمینه شد. شرکت ئی‌اِی در سال ۲۰۰۷ رتبهٔ هشتم در فهرست بزرگ‌ترین شرکت‌های طراحی نرم‌افزار را به خود اختصاص داد. درآمد سالانهٔ شرکت ئی‌اِی در مه ۲۰۰۸ به بیش از ۴٫۰۲ میلیارد دلار رسید و این مقدار، رو به افزایش است. موفق‌ترین بازی‌های ئی‌اِی، بازی‌های ورزشی (که توسط بخش ای‌ای اسپورتس، وابسته به این شرکت تولید می‌شود)، بازی‌های برگرفته از فیلم‌های محبوب و البته بازی‌های معروفی است که این شرکت همواره به توسعه آن‌ها مشغول بوده‌است؛ از جملهٔ این بازی‌ها می‌توان به بازی‌هایی مانند جنون سرعت، مدال افتخار، سیمز، بَتِل فیلد و برن‌اوت اشاره کرد.

## تاریخچه
۱۹۸۲–۱۹۹۱
در فوریهٔ سال ۱۹۸۲ تریپ هاوکینگز با دان ولنتاین از شرکت سیکویا کپیتال جهت سرمایه‌گذاری در زمینهٔ تازه و توأم با ریسک یعنی تأسیس شرکت Amizin' Software (تولید نرم‌افزارهای سرگرم‌کننده) جلسه‌ای تشکیل داد. دان ولنتاین، هاوکینگز را تشویق به ترک شرکت اپل که او در آنجا مدیر بازاریابی تولید بود-کرد و به او اجازهٔ استفاده از محیط خالی دفتر خود را داد تا او بتواند فعالیت خود را آغاز کند.
در ۲۸ مه ۱۹۸۲ هاوکینگز با سرمایه‌ای معادل ۲۰۰٫۰۰۰ دلار شرکت خود را به ثبت رساند. هفت ماه بعد او این سرمایه را، با توجه به وام‌هایی که از شرکت‌هایی مانند سیکویا کپیتال، کلِینر پرکینز اند بایِرز و سِوین روزِن فاندرز گرفته بود، به ۲ میلیون دلار افزایش داد. در همان سال او به همراه اولین کارمند خود، ریچ مِلمون، برنامهٔ شرکت خود را بهبود بخشید. در همان زمان او دو تن از کارمندان قبلی خود را که با او در شرکت اپل کار می‌کردند، به جمع کارمندان خود اضافه کرد و به کمک این دو تن او در ماه‌های سپتامبر و اکتبر توانست برنامهٔ تجاری شرکتش را بهبود بخشد.
در این بین، هاوکینگز که به دلیل استخدام ۱۱ نفر دیگر به کمبود مکان در دفتر ولنتاین دچار شده بود، دفتر شرکتش را به سَن مَتِئو نقل مکان داد. دفتر این شرکت به باند فرودگاه سَن فرانسیسکو مشرف بود.

## تغییر نام
کارمندانی که تازه استخدام شده بودند از اسم این شرکت (Amazin' Software) خوششان نمی‌آمد. به همین دلیل هاوکینگز جلسه‌ای برگزار کرد. آن شب همهٔ کارکنان قول دادند که تا قبل از طلوع آفتاب با اسمی جدید به توافق برسند.
هاوکینگز به کسانی که در شرکتش طراحی نرم‌افزارها را بر عهده داشتند، Software Artists (طراحان نرم‌افزار) می‌گفت و به همین دلیل او و مِلمون عبارت SoftwareArts را پیشنهاد دادند. اما دَن بریکلین این نام را نپذیرفت. هاوکینگز کلمهٔ Electonic را خیلی دوست داشت، بنابراین او عبارت Electronic Artists و Electronic Arts را پیشنهاد کرد. به نظر می‌آمد که همه از عبارت Electronic Artists خوششان آمده باشد تا اینکه استیو هِیس جمله‌ای را به زبان آورد: «ما طراحان نیستیم آن‌ها هستند…» یعنی کسانی که ایده‌ها را می‌دهند طراح هستند نه کسانی که آن‌ها را می‌سازند؛ بنابراین همه با عبارت Electronic Arts موافقت کردند و نام شرکت از Amazin' Software به Electronic Arts تغییر یافت.

## خروج هاوکینگز
بعد از سال‌ها فعالیت موفقیت‌آمیز، هنگامی که شرکت ای‌اِی تصمیم به ساخت بازی برای دیگر کنسول‌ها گرفت، تریپ هاوکینگز از شرکت الکترونیک آرتس استعفا کرد. بعد از خروج هاوکینگز لری پروبست رئیس این شرکت شد.

## استعفا لری پروبست
در سال ۲۰۰۷ لری پروبست از سمت خود استعفا کرد و به جمع مدیران پیوست؛ بدین ترتیب، جان ریسیتیلو به عنوان رئیس ای‌اِی انتخاب شود.

## بخش‌بندی
در ژوئن سال ۲۰۰۷ ریسیتیلو اقدام به بخش‌بندی این شرکت کرد: هر بخش مسئول بازی‌های خود. با این کار نه تنها کیفیت بازی‌ها افزایش یافت، بلکه سرعت انتشار و توزیع آن‌ها هم بالاتر رفت.

## بازی برای مکینتاش
در سال ۲۰۰۷ شرکت ای‌اِی اعلام کرد که از این پس در کنار هر نسخه از بازی‌های خود، نسخهٔ مکینتاش آن بازی را هم تولید می‌کند تا استفاده‌کنندگان این سیستم‌عامل هم بتوانند از محصولات این شرکت استفاده کنند.

## استودیوها
الکترونیک آرتس از ۴ بخش اصلی درست شده‌است (به همراه نام استودیوهای هر بخش):
- ای‌اِی گِیمز (EaGames): این بخش مسئول ساخت بازی‌های حادثه‌ای ماجرایی، مسابقه‌ای، رزمی و نقش بازی (Role Playing) است. رهبری این بخش را فرانک گیبو بر عهده دارد.
  - ای‌اِی ردوود شورز (Redwood Shores)
  - ای‌اِی لوس آنجلس (LosAngles)
  - ای‌اِی مونترال (Montreal)
  - بایو وِیر (BioWare)
  - دایس (Dice)
  - پندمیک (pandemic)
  - بلک باکس (Black Box)
  - مکسیس (maxis)
  - فینامیک (Phenomic)
  - کریتریون (Criterion)
  - میتیک (Mythic)
- ای‌اِی اسپرتس (EaSports): این بخش بازی‌های ورزشی را تولید می‌کند. این بازی‌ها عبارتند از: فیفا، ان‌اف‌ال، ان‌بی‌ای، فایت نایت، تایگروودز پی جی اِی تور، هاکی، ان‌اچ‌ال، راگبی. رهبری این بخش را پیتر مور در اختیار دارد.
  - ای‌اِی تیبوران (فلوریدا) (Tiburon)
  - ای‌اِی کانادا (ون کو وِر) (Canada)
  - ای‌اِی اسپرتس بیگ (سن فرانسیسکو) (Big)
- ای‌اِی کژوال اینترتینمنت (Ea Casual Entertainment): این بخش برای کسانی که به‌طور معمول از این بازی‌ها استفاده می‌کنند و نیز کسانی که استفاده‌کنندهٔ همیشگی این بازی‌ها نیستند، بازی تولید می‌کند. کیتی ورابک این بخش را رهبری می‌کند.
  - ای‌اِی ردوود شورز (Redwood Shores)
  - ای‌اِی لوس آنجلس (LosAngles)
- استودیو سیمز (The Sims): این بخش بازی‌های شبیه‌سازی زندگی را تولید می‌کند که از معروف‌ترین این بازی می‌توان به سری‌های سیمز اشاره کرد. راد هامبل رهبر این بخش است.
  - ای‌اِی ردوود شورز (کالیفرنیا) (Redwood Shores)